# Голден-Валли (округ, Монтана)
Округ Голден-Валли (англ. Golden Valley County) располагается в штате Монтана, США. Официально образован 8-го марта 1920 года. По состоянию на 2010 год, численность населения составляла 884 человека.

## География
По данным Бюро переписи США, общая площадь округа равняется 3 045,843 км2, из которых 3 043,253 км2 суша и 2,590 км2 или 0,080 % это водоёмы.

## Население
По данным переписи населения 2000 года в округе проживает 1 042 жителя в составе 365 домашних хозяйств и 263 семей. Плотность населения составляет менее 1,00-го человека на км2. На территории округа насчитывается 450 жилых строений, при плотности застройки менее 1,00-го строения на км2. Расовый состав населения: белые — 99,14 %, афроамериканцы — 0,58 %, коренные американцы (индейцы) — 0,10 %, азиаты — 0,19 %, гавайцы — 0,00 %, представители других рас — 0,00 %, представители двух или более рас — 0,00 %. Испаноязычные составляли 1,25 % населения независимо от расы.
В составе 26,80 % из общего числа домашних хозяйств проживают дети в возрасте до 18 лет, 66,80 % домашних хозяйств представляют собой супружеские пары проживающие вместе, 3,30 % домашних хозяйств представляют собой одиноких женщин без супруга, 27,90 % домашних хозяйств не имеют отношения к семьям, 24,40 % домашних хозяйств состоят из одного человека, 11,00 % домашних хозяйств состоят из престарелых (65 лет и старше), проживающих в одиночестве. Средний размер домашнего хозяйства составляет 2,41 человека, и средний размер семьи 2,85 человека.
Возрастной состав округа: 27,60 % моложе 18 лет, 5,90 % от 18 до 24, 23,00 % от 25 до 44, 27,00 % от 45 до 64 и 27,00 % от 65 и старше. Средний возраст жителя округа 42 лет. На каждые 100 женщин приходится 107,20 мужчин. На каждые 100 женщин старше 18 лет приходится 103,20 мужчин.
Средний доход на домохозяйство в округе составлял 27 308 USD, на семью — 35 000 USD. Среднестатистический заработок мужчины был 14 028 USD против 19 063 USD для женщины. Доход на душу населения составлял 13 573 USD. Около 16,50 % семей и 25,80 % общего населения находились ниже черты бедности, в том числе — 20,40 % молодежи (тех, кому ещё не исполнилось 18 лет) и 21,60 % тех, кому было уже больше 65 лет.